# Elecciones provinciales de Columbia Británica de 2020
Las elecciones provinciales de Columbia Británica de 2020 ocurrieron el 24 de octubre de 2020, para elegir miembros de la Asamblea Legislativa de la 42.ª legislatura de la provincia canadiense de Columbia Británica. El Nuevo Partido Democrático del Primer Ministro John Horgan, en el gobierno desde el 2017, ganó las elecciones, obteniendo la mayoría absoluta de escaños, convirtiendo a Horgan en el primer líder neodemócrata en lograr la reelección. La legislatura electa marca la primera vez que el NDP gobierna la provincia con mayoría absoluta desde 1996, y la elección también es la primera en la que obtienen la pluralidad de votos desde 1991.
Horgan llamó a elecciones anticipadas el 21 de septiembre de 2020, la primera de este tipo desde 1986. Horgan justificó el llamado a elecciones por el hecho de que su gobierno no tenía mayoría absoluta, pero su decisión fue criticada por ambos los Liberales y los Verdes, quienes apoyaban al gobierno.
El líder Liberal Andrew Wilkinson renunció dos días después de la elección, pero permaneció como líder hasta el 23 de noviembre.

## Contexto
La elección se llevó a cabo bajo el escrutinio mayoritario uninominal, luego de que la opción de una reforma electoral sea derrotada en un plebiscito de 2018.
La sección 23 de la constitución provincial fija las elecciones el tercer sábado en octubre del cuarto año después de la última elección. Originalmente, la fecha estaba fijada para el segundo martes en mayo, pero el gobierno provincial pasó una ley cambiando la fecha. Esa misma sección, sin embargo, deja abierta la fecha a la prerrogativa del Vicegobernador de disolver la Asamblea Legislativa en base al consejo del primer ministro, o después de una moción de censura.
Esta opción fue la que se efectuó el 21 de septiembre de 2020, cuando el primer ministro John Horgan llamó a elecciones, disolviendo la Asamblea Legislativa. Esta fue la primera elección provincial en casi dos décadas que no ocurrió en la fecha fijada originalmente, después de cuatro elecciones que se adhirieron a la fecha original.
Esta elección fue la segunda elección provincial en Canadá durante la pandemia de COVID-19, después de la elección de Nueva Brunswick en septiembre, también llamada de forma anticipada. Debido a la pandemia, hubo un alto porcentaje de votantes que optaron por votar por correo.
La elección ocurrió tan solo 3 años y 5 meses después de la última elección provincial, y durante el primer año de la pandemia de COVID-19 en Canadá. De acuerdo a los términos forjados por el NDP y los Verdes, Horgan tenía prohibido llamar a elecciones anticipadas, pero el primer ministro rompió el acuerdo, justificando la decisión con que la provincia necesitaba un gobierno fuerte y con amplio apoyo popular debido a la pandemia.

## Resultados
|  | 47.70 % |

|  | 33.77 % |

|  | 15.08 % |

|  | 1.90 % |

|  | 0.86 % |

|  | 0.56 % |

|  | 0.21 % |

|  | 0.04 % |

|  | 0.04 % |

|  | 0.04 % |

|  | 0.04 % |

|  | 99.21 % |

|  | 0.79 % |

|  | 100.00 % |

|  | 54.52 % |